# Terrapene nelsoni
Espèce
Synonymes
- Terrapene klauberi Bogert, 1943

Statut de conservation UICN

 DD  : Données insuffisantes
Statut CITES
Terrapene nelsoni est une espèce de tortues de la famille des Emydidae.

## Répartition
Cette espèce est endémique du Mexique :
- Terrapene nelsoni klauberi se rencontre au Sonora et au Sinaloa ;
- Terrapene nelsoni nelsoni se rencontre au Sinaloa et au Nayarit.

## Liste des sous-espèces
Selon TFTSG (10 juin 2011) :
- Terrapene nelsoni nelsoni Stejneger, 1925
- Terrapene nelsoni klauberi Bogert, 1943

## Étymologie
Cette espèce est nommée en l'honneur d'Edward William Nelson.

## Publications originales
- Bogert, 1943 : A new box turtle from southeastern Sonora, Mexico. American Museum Novitates, no 1226, p. 1–7 (texte intégral).
- Stejneger, 1925 : New species and subspecies of American turtles. Journal of the Washington Academy of Science, vol. 15, no 20, p. 462-463 (texte intégral).